# Пикэтт, Бобби
Роберт Джордж Пикэтт (англ. Robert George Pickett) — американский поп-певец, более известный своим хитом «Monster Mash» и карьерой под именем Bobby «Boris» Pickett. Пикэтт — видный исполнитель жанра комедийной песни. «Monster Mash» стала неотъемлемой частью праздника Хэллоуина и, по мнению самого Пикэтта, главным гимном праздника.

## Биография

### Ранние годы
Пикэтт родился в 1938 году, в маленьком городке Сомервилл (Массачусетс), который находится к северу от Бостона. Его отец был менеджером кинотеатра, где Роберт и увлёкся фильмами ужасов, впервые увидев подобный фильм в девятилетнем возрасте. Впоследствии он служил в Корее, но бросил военную карьеру, так как хотел стать актёром. Ради этой цели он едет в Голливуд (Лос-Анджелес). Там Бобби Пикэтт останется жить вплоть до своей смерти в 2007 году.

### Музыкальная карьера и главный хит
В мае 1962 года Пикэтт совместно с Леонардом Капиззи создаёт свой главный хит «Monster Mash» (рус. Месиво Монстров игра слов для отсылки к популярному в то время комедийному танцу Mashed Potato рус. Картофельное пюре). Основной темой песни стала пародия на тогдашние жанры поп-музыки, а также отсылки к хоррор-культуре. В песне также много отсылок к культовым актёрам «золотого века» ужасов Бела Лугоши и Борису Карлоффу. Так, основная вокальная линия песни имитирует тон Карлоффа (Пикэтт исполнял в этой манере культовую песню «Little Darlin» группы The Diamonds, пародируя голос актёра; слушателям это понравилось, и один из друзей Капиззи посоветовал Пикэтту использовать эту манеру и в дальнейшем). Будучи выпущенным незадолго до Хеллоуина, сингл был продан миллионным тиражом и добрался до верхушки чарта Billboard Hot 100, продержавшись там две недели. В Великобритании сингл добрался до третьего места в чарте UK Singles Chart. После этого сингл много раз побивал рекорды продаж и стал неотъемлемой частью Хеллоуина и соответствующей празднику тематики.
Песня поётся «от лица» безумного учёного, который приходит в свою лабораторию и созывает монстров на вечеринку. Он изобрёл новый танец и предлагает всем его станцевать. Гости начинают собираться, и слышно, как монстры рычат и грохочут цепями. Бюджет Пикэтта и Капиззи был очень маленьким, но они смогли найти ряд оригинальных звуковых решений, что также пошло песне на пользу. Например ржавый гвоздь использовался для эффекта открытия гроба, цепи воссоздали путём бросания цепочек на плиты пола, а вода в пробирках изображалась капанием через соломинку. В то же время песня создавалась под сильным впечатлением от творчества Бела Лугоши (знаменитого исполнителя роли Дракулы в классических фильмах ужасов), например, Пикэтт спрашивает в песне «Каждый ли танцует твист Трансильвании?».

### Наше время и смерть
В 2005 году он издаёт автобиографию под названием Monster Mash: Half Dead in Hollywood (рус. Месиво Монстров: Полумёртвый в Голливуде). В конце того же года он записывает сингл Climate Mash — кавер на его главный хит — где критикует правительство за игнорирование проблемы глобального потепления. Пикэтт умер 25 апреля 2007 года, в возрасте 69 лет, от лейкемии, о чём сообщила его дочь. У Пикэтта осталось двое внуков.

## Избранная дискография
- Monster Mash (1962) — сингл.
- The Original Monster Mash (1962) — альбом.
- BURIED TREASURES (2007) — компиляция лучших песен.